# Lijst van hoogste beelden

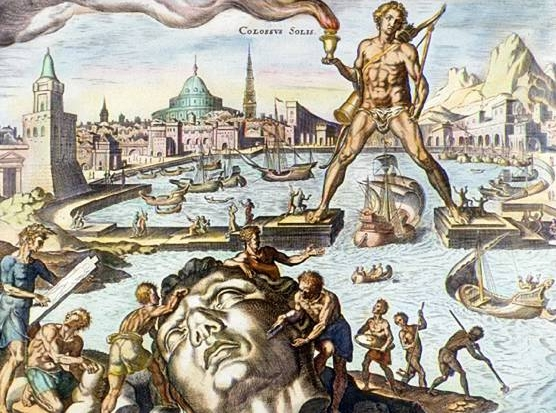
Kolossus van Rodos, Rodos, Griekenland.

Hier volgt een lijst van hoogste beelden .

## Nog bestaande beelden
| Beeld                                         | Afbeelding                      | Locatie                                                       | Land                 | Hoogte | Bijzonderheden                                                                                          | Voltooid | Coördinaten                     | Foto |
| --------------------------------------------- | ------------------------------- | ------------------------------------------------------------- | -------------------- | ------ | --- | -------- | ------------------------------- | ---- |
| Statue of Unity                               | Vallabhbhai Patel               | Sadhu bet, Near Sardar Sarovar Dam, Narmada district, Gujarat | India                | 182 m  | Inclusief voetstuk 240 m                                                                                | 2018     | 21° 50′ 17″ NB, 73° 43′ 9″ OL   |      |
| Grote Boeddha van Lushan                      | Boeddha - Vairocana Boeddha     | Lushan, Henan                                                 | Volksrepubliek China | 128 m  | Inclusief de 22 meter hoge lotus troon. Geplaatst op een 25 meter hoog gebouw. Totale hoogte 153 meter. | 2002     | 33° 46′ 31″ NB, 112° 27′ 4″ OL  |      |
| Laykyun Setkyar                               | Boeddha - Staande Boeddha       | Monywa, Sagaing                                               | Myanmar              | 116 m  | Staat op een 13,5 meter hoog voetstuk.                                                                  | 2008     | 22° 4′ 49″ NB, 95° 17′ 22″ OL   |      |
| Ushiku Daibutsu                               | Boeddha - Amitabha Boeddha      | Ushiku, Ibaraki                                               | Japan                | 110 m  | Inclusief de 10 meter hoge lotus troon. Geplaatst op een 10 meter hoog gebouw. Totale hoogte 120 meter. | 1995     | 35° 58′ 58″ NB, 140° 13′ 13″ OL |      |
| Sanya'se Guanyin der Zuidelijke Zee           | Guanyin                         | Sanya, Hainan                                                 | China                | 108 m  | | 2005     | 18° 17′ 34″ NB, 109° 12′ 31″ OL |      |
| Keizers Yan en Huang Di                       | Keizers Yan en Huang Di         | Zhengzhou, Henan                                              | China                | 106 m  | [ 1 ]                                                                                                   | 2007     | 34° 57′ 26″ NB, 113° 30′ 44″ OL |      |
| Sendai Daikannon                              | Guanyin                         | Sendai, Miyagi                                                | Japan                | 100 m  | |          | 38° 18′ 2″ NB, 140° 49′ 25″ OL  |      |
| Standbeeld van Peter de Grote                 | Peter I van Rusland             | Moskou                                                        | Rusland              | 96 m   | [ 2 ]                                                                                                   | 1997     | 55° 44′ 19″ NB, 37° 36′ 47″ OL  |      |
| Grote Boeddha van Thailand                    | Sakayamunee                     | Ang Thong                                                     | Thailand             | 92 m   | [ 3 ]                                                                                                   | 2008     | 14° 35′ 36″ NB, 100° 22′ 40″ OL |      |
| Grote Boeddha van Ling Shan                   | Boeddha - Gautama Boeddha       | Wuxi, Jiangsu                                                 | China                | 88 m   | [ 4 ]                                                                                                   | 1996     | 31° 25′ 55″ NB, 120° 5′ 29″ OL  |      |
| Hokkaido Kannon                               | Avalokitesvara                  | Ashibetsu, Hokkaidō                                           | Japan                | 88 m   | | 1989     | 43° 31′ 41″ NB, 142° 11′ 53″ OL |      |
| Rodina-Mat' Zovyot! (Moeder Moederland Roept) | Moeder Moederland (Sovjet Unie) | Mamajev Koergan; Volgograd                                    | Rusland              | 85 m   | [ 5 ]                                                                                                   | 1967     | 48° 44′ 33″ NB, 44° 32′ 13″ OL  |      |

## Verloren gegaan
- Grote Boeddha van Bamyan; Bamyan, Afghanistan. 55 m. voltooid in 554 en vernietigd in 2001.
- Kleine Boeddha van Bamyan, Bamyan, Afghanistan. 37 m. voltooid in 507 en vernietigd in 2001.
- Colossus van Nero (later hernoemd naar Colossus Solis); Rome, Italië. 36 m. voltooid in 75 datum van vernietiging niet bekend.
- Kolossos van Rodos, Rodos, Griekenland. 30 m. voltooid in 280 VC en vernietigd in 226 VC.
- Gundam; Odaiba, Tokyo, Japan. 18 m. voltooid en vernietigd in 2009.
- Stalin Monument, Tsjecho-Slowakije. 15,5 m, stond op een 15 m voetstuk. voltooid in 1955, en vernietigd in 1962.
- Beeld van Zeus te Olympia; Olympia, Griekenland. 12 m. voltooid in 432 VC en vernietigd in 475 NC.
- Athena Promachos; Acropolis, Athene, Griekenland. 9 m. voltooid in 465 VC en vernietigd in 1203 NC.